# افرايم ستيرن
افرايم ستيرن (بالعبرية: אפרים שטרן‏) هو عالم آثار إسرائيلي، ولد في 15 يناير 1934 في حيفا في إسرائيل، وتوفي في 23 مارس 2018.